# Wojciech Szczepaniak

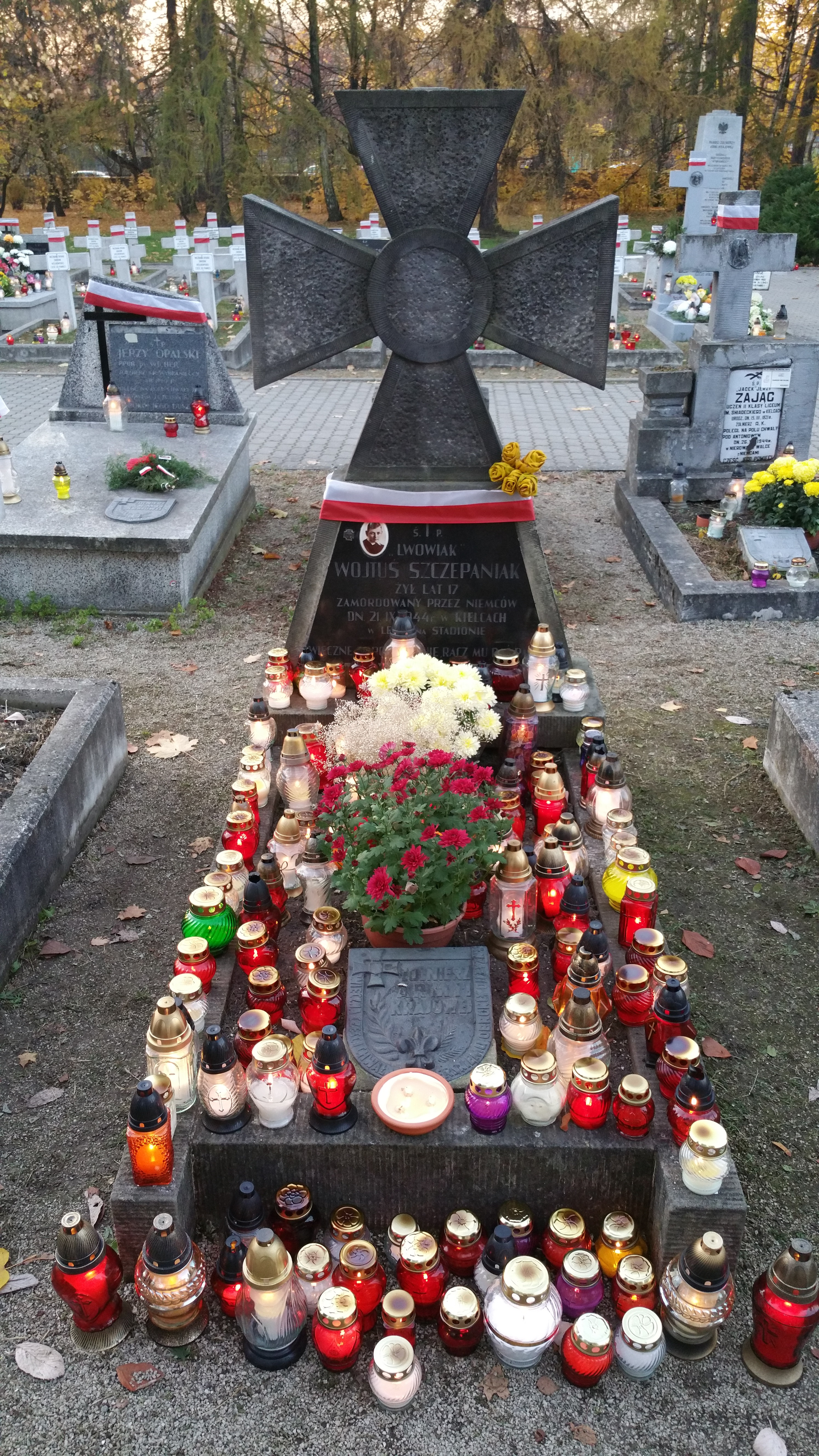
Grób Wojciecha Szczepaniaka na Cmentarzu Partyzanckim w Kielcach

Wojciech Szczepaniak (ur. 30 czerwca 1927 w Skołoszowie, zm. 21 września 1944 w Kielcach) – kurier podziemia, członek Szarych Szeregów, żołnierz AK ps. „Lwowiak”. Syn Marii i Antoniego Szczepaniaków.

## Dzieciństwo
Urodził się 30 czerwca 1927 w Skołoszowie, dzieciństwo spędził w Jarosławiu. Ojciec Szczepaniaka był oficerem i brał udział w wojnie polsko-bolszewickiej w 1920 roku. Podczas II wojny światowej Antoni Szczepaniak został aresztowany przez żołnierzy rosyjskich i wysłany na Syberię, jednakże udało mu się uciec z transportu i po przepłynięciu Sanu, wrócił do domu. Udana ucieczka ojca oraz powrót do rodziny sprawiły, że Szczepaniakowie zostali zmuszeni do przeprowadzki i z Jarosławia przenieśli się do Kielc, do dzielnicy Baranówek, gdzie zamieszkali na ulicy Mahometańskiej w domu nr 13. Ich sąsiadem z ulicy był między innymi Wiesław Gołas. Tam uczęszczał do Szkoły Podstawowej nr 9. Był również harcerzem w 12 Kieleckiej Drużynie Harcerskiej.

## Pobyt w Kielcach
Po przeprowadzce do Kielc rodzina prowadziła biedne życie. Ojciec Antoni, z powodu ucieczki z rosyjskiej niewoli, dostał zapalenia płuc, co spowodowało podupadnięcie na zdrowiu i ostatecznie jego śmierć w 1942 roku. Po śmierci ojca Wojciech został zmuszony do podjęcia pracy. Początkowo pracował w hucie „Ludwików” (obecne Zakłady Wyrobów Metalowych „SHL” S.A.). Codzienną, pięciokilometrową drogę do pracy pokonywał, mając na nogach ciasne drewniaki, co okupił problemami ze stopami. Następnie był sprzedawcą w sklepie z dewocjonaliami na ulicy Czerwonego Krzyża (dzielnica Centrum), lecz nisko płatna praca skłoniła go do zmiany pracodawcy i zatrudnienia się w Zakładach Wytwórczych „Społem”, gdzie pracował od maja 1943, aż do swojej śmierci. Był lubiany przez swoich współpracowników dzięki uczynności i pogodnemu charakterowi.
Dużą rolę w rodzinie Szczepaniaków odgrywała religia. Sam Wojciech, razem z Wiesławem Gołasem, należał do koła ministrantów w parafii Chrystusa Króla na Baranówku. Jego brat Zygmunt, w roku 1951 został wyświęcony na księdza i pełnił posługę wśród osób niepełnosprawnych.

## Działalność podziemna

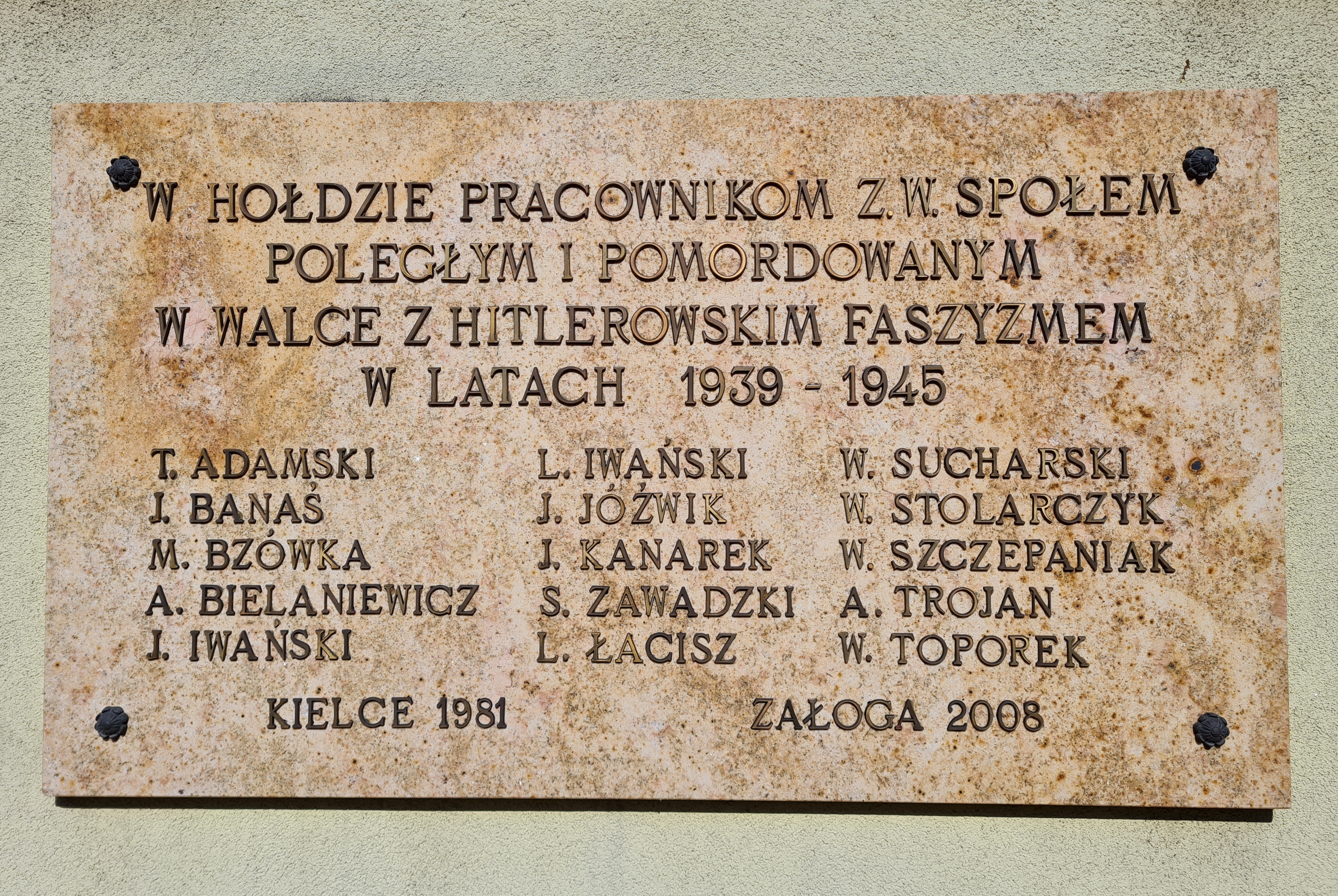
Tablica pamiątkowa w WSP Społem

Rok po śmierci ojca Szczepaniak został wciągnięty w konspirację przez Zygmunta Kwasa i wstąpił do Szarych Szeregów. Wojciech Szczepaniak pełnił rolę łącznika i kuriera. Dzięki chłopięcemu wyglądowi nie wzbudzał podejrzeń Niemców i bez większych problemów rozwoził po mieście i poza jego granicami meldunki żołnierzy Armii Krajowej. 6 sierpnia 1944 dwóch żołnierzy AK przyniosło do domu Szczepaniaków meldunek, który miał zostać dostarczony do Daleszyc. Szczepaniak, wraz z przyszytym pod koszulą meldunkiem, wyjechał rowerem w drogę, lecz na granicy miasta został zatrzymany przez żandarmerię do kontroli, podczas której odkryto przewożoną przez niego wiadomość. Został aresztowany i przewieziony do siedziby Gestapo mieszczącej się przy ulicy Focha (obecna Paderewskiego). Po kilku dniach jego matka także została aresztowana i osadzona w sąsiedniej celi. Brat Wojciecha – Zygmunt uniknął aresztowania. W ciągu półtora miesiąca przetrzymywania poddawany był torturom. Co jakiś czas jego matka zmuszana była do mycia celi z krwi syna. Mimo cierpień, jakim został poddany, nie ujawnił żadnych nazwisk. W swoich ostatnich słowach skierowanych do matki powiedział „Mamusiu, powiedzieli mi, że jeśli wydam swoich albo będę konfidentem, to zaraz mnie wypuszczą, ale ja odmówiłem i oświadczyłem, że nigdy tego nie zrobię. Wtedy grozili rozstrzelaniem”.
Został wywieziony na Stadion Leśny (kompleks leśny na terenie Pakosza), gdzie 21 września 1944 o godzinie 4.30 Niemcy dokonali rozstrzelania.
29 listopada 1945 na terenie Stadionu Leśnego, podczas prac ekshumacyjnych przy zbiorowej mogile, towarzyszący Komisji Ekshumacyjnej do spraw Zbrodni Hitlerowskich matka i brat Wojciecha odkopali przestrzeloną czaszkę w miejscu odległym kilkadziesiąt metrów od miejsca zbiorowego pochówku. Obecnie w miejscu odkrycia jego zwłok znajduje się symboliczna mogiła.

## Patronat
Jest patronem kieleckiej ulicy, która prowadzi na Stadion Leśny (miejsce jego stracenia), obok stadionu na którym po 2006 roku grają zespół rezerw oraz drużyny młodzieżowe Korony Kielce, natomiast wcześniej grał główny zespół. Jego imię przyjęły także dwie szkoły: dawne Gimnazjum nr 26 na Baranówku w Kielcach, której był uczniem i Szkoła Podstawowa nr 29 w kieleckich Posłowicach. Jest również patronem 43 Kieleckiej Drużyny Harcerskiej im. Wojciecha Szczepaniaka oraz 52 Kieleckiej Drużyny Harcerskiej im. Wojciecha Szczepaniaka.